# Бейсенов, Алмас Серикович
Бейсенов Алмас — казахстанский легкоатлет, 18-кратный чемпион Казахстана, тренер-преподаватель по легкой атлетике, преподаватель физической  культуры в Агротехническом колледже с. Саумалколь Айыртауского района.

## Карьера
Родился 3 декабря 1986 года. С детства интересовался спортом, но сначала увлекался футболом. В легкую атлетику пришел случайно: после участия в кроссе на него обратил внимание будущий тренер Виктор Винокуров. Завершил спортивную карьеру из-за травмы.
В настоящее время работает тренером.

## Достижения и награды
- 2000 — чемпион Казахстана в беге на 1500 и 3000 м (Караганда); чемпион Казахстана в беге на 1500 м (Алма-Ата);
- 2001 — чемпион Казахстана в беге на 1500 и 3000 м (Караганда); чемпион Центральной Азии в беге на 1500 и 3000 м (Ташкент); чемпион Казахстана в беге на 1500 и 3000 м (Шымкент);
- 2002 — победитель I Спартакиады школьников (Караганда); участник II Юношеских игр стран СНГ, Балтии и регионов России в беге на 1500 м (6-е место) и 3000 м (9-е место) (Москва);
- 2003 — чемпион Казахстана в беге на 1500 и 3000 м (Караганда);
- 2004 — победитель II Юниорских игр (Шымкент); участник Международных юниорских игр стран СНГ и Балтии, регионов России и КНР в беге на 1500 м (5-е место) и 3000 м (8-е место) (Тула);
- 2005 — чемпион Казахстана в беге на 1500 и 5000 м (Караганда); участник международных соревнований на призы олимпийской чемпионки Татьяны Колпаковой в беге на 1500 м;
- 2006 — чемпион Казахстана в беге на 1500 м (Караганда); победитель международных соревнований памяти Анатолия Бадранкова в беге на 10 000 м (Алма-Ата); — чемпион Казахстана в беге на 1500 м (Алма-Ата);
- 2007 — чемпион Казахстана в беге на 1500 м (Караганда); участник международных соревнований на призы олимпийской чемпионки Татьяны Колпаковой в беге на 1500 м (Бишкек).
- 2022 — тренирует чемпиона Казахстана Трояна Артема.

## Семья
Женат на Яне Бейсеновой, серебряном призере чемпионата Казахстана в метании копья, диска, толкании ядра. Воспитывает троих сыновей.